# Kamrai hipertrófia
A szívizom hipertrófiás elváltozásai a szívkamrákat érintik. A szívizomsejtek mérete megnő, ami a szívkamra falának megnagyobbodását okozza.

## Bal kamra hipertrófia
A bal kamrába a bal pitvaron keresztül érkezik az oxigéndús vér, melyet azután az aortán keresztül juttat el a szervekhez. A bal kamra az elernyedés alatt telítődik vérrel, melynek végén a kamrában kb. 140-145 ml vér van (ez a végdiasztolés térfogat, EDV). A kamra az összehúzódás alatt 80 ml vért pumpál ki, ez a verőtérfogat (SV, az angol stroke volume-ból). A kamrában ennek megfelelően marad 60-65 ml vér (végszisztolés térfogat, ESV), majd újból telítődik. Amennyiben a bal kamrának tartósan nagyobb ellenállással szemben kell fenntartania a normál perctérfogatot (például magas vérnyomás betegségben, aortaszűkület vagy az aortabillentyű elégtelen működése miatt), akkor a fokozott terhelés hatására a kamra izomzata koncentrikusan megvastagszik, a sejtek száma nem változik, azonban új szarkomerek jelennek meg párhuzamosan a korábbiakkal. Ezzel a szív a megnövekedett terhelés ellenére is képes biztosítani a normális perctérfogatot. A szív egészen extrém mértékben megnagyobbodhat, a 600 g feletti szívet marhaszívnek (cor bovinum) hívják. A hipertrófia azonban számos negatív következménnyel is jár: a szívizomzatot ellátó erek ugyanis nem tartanak lépést a hipertrófiával, így a szív vérellátása romlik. Ez egyben a kamrafal vastagodásának is határt szab. Amennyiben a hipertrofizált kamrafal nem tudja tovább fenntartani a keringést, újabb változások következnek be. Mivel a falvastagság további növelése nem lehetséges, a szív a végdiasztolés térfogatot próbálja emelni, a kamra ürege kitágul. Az emelkedett végdiasztolés térfogat egy bizonyos tartományon belül a Frank–Starling-törvény értelmében növeli a szív teljesítményét. Ha a tágulás túl nagy mértékű, akkor elvész a Frank–Starling törvény adta teljesítményfokozó hatás, a rostok túlfeszülnek, és a szívizom összehúzódási képessége csökken. Ezen a ponton a keringés dekompenzálttá válik, az ejekciós frakció (a verőtérfogat és a végdiasztolés térfogat hányadosa) csökken, a kamra képtelen kellő mennyiségű vért kilökni, bal kamra elégtelenség alakul ki. (lásd: szívelégtelenség) Ennek vannak ún. előreható és hátraható következményei. 

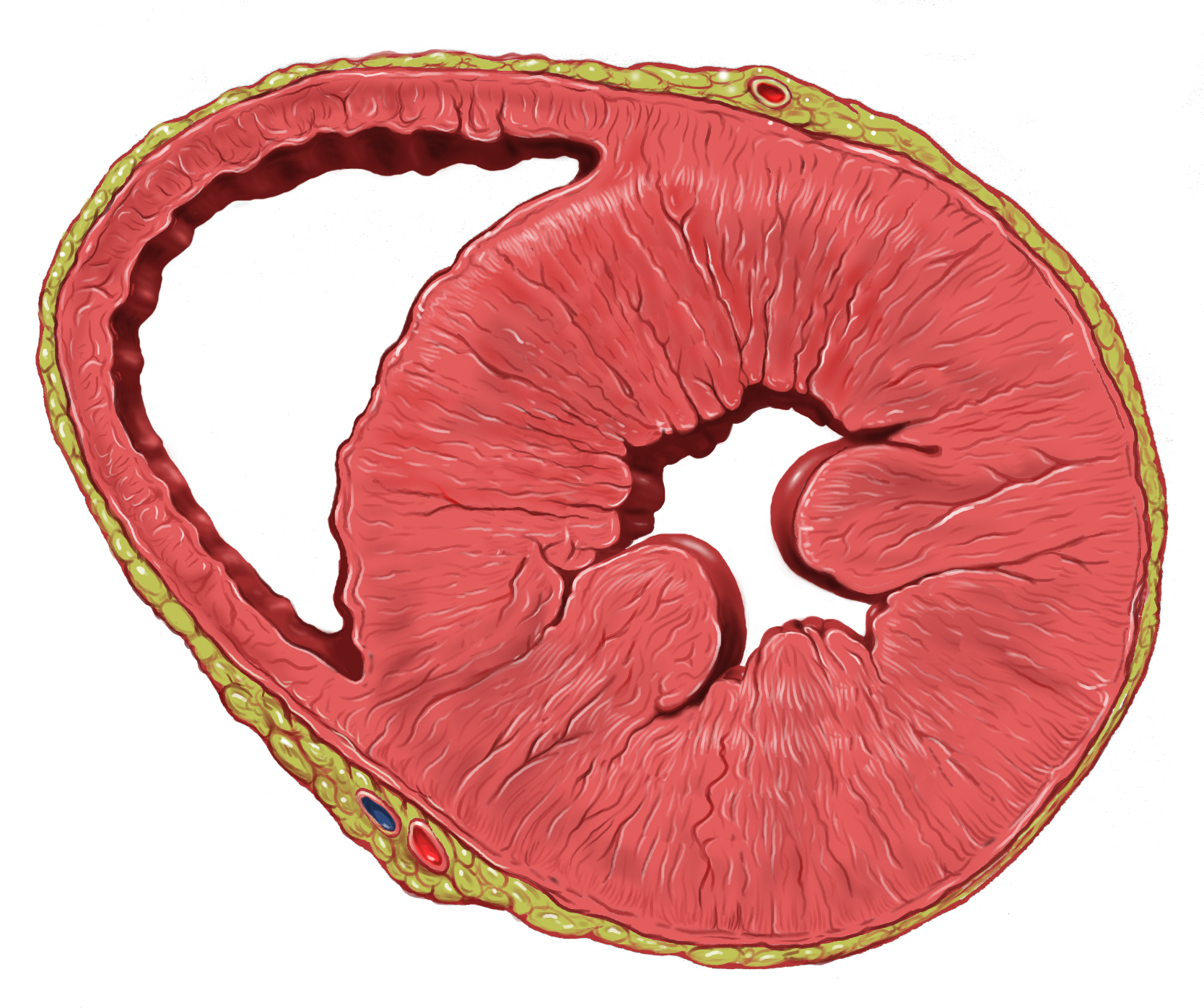
Bal kamra hipertrófia (keresztmetszet)

Az előreható tulajdonképpen a perctérfogat csökkenése, ami a keringés átszerveződéséhez, redisztribúciójához vezet: a létfontosságú szervek (így az agy és a szív) vérellátása normális, amit azonban a többi szerv csökkent vérellátása révén tud csak biztosítani a szervezet. Elsősorban a vese és az emésztőtraktus kap kevesebb vért.
A hátraható következménye az ejekciós frakció csökkenésének az, hogy nő a bal kamrában az előterhelés (angol: preload), vagyis a bal pitvarból érkező vér több, mint amit a kamra ki tud pumpálni, így nő a végdiasztolés térfogat és a nyomás. Ez szükségszerűen visszahat a bal pitvarra, ahol a vér torlódása miatt szintén emelkedik a nyomás, majd a tüdővénákra és a tüdő hajszálereire is kiterjed a pangás, ahol normálisan a gázcsere történik. A tüdő ereiben uralkodó magas hidrosztatikai nyomás miatt folyadék lép ki az alveolusokba. Ha ez hirtelen, akut szívelégtelenség következtében történik, akkor a nyirokrendszer képtelen a szövetközti folyadékot elvezetni, és tüdőödéma alakul ki, ami jelentősen rontja a gázcserét. Ha lassan, krónikusan alakul ki a szívelégtelenség, akkor a nyirokkeringés képes a folyadékot elvezetni. Ha a tüdőkapillárisokban uralkodó nyomás meghalad egy bizonyos értéket, akkor nem csupán folyadék, de vörösvérsejtek is kiléphetnek az érpályából. Ezeket az alveoláris macrophagok bekebelezik és lebontják. A hemoglobin bontása nem teljes, hemosziderin formájában felhalmozódik a makrofágokban (ezek az ún. siderophagok vagy szívbajsejtek). A pangás természetesen nem ér véget a tüdőkapillárisok szintjén, továbbterjed a tüdőartériákon át a jobb kamrára. Ennek következtében a jobb kamra is hipertrofizál, majd jobb szívfél elégtelenség alakul ki, ami szisztémás vénás pangáshoz vezet.
Bal kamra hipertrófia kialakulhat szívinfarktus után is, hiszen ilyenkor csökken a működőképes izomzat mennyisége, ami nagyobb terhet ró az épen maradt izomszövetre, így az, kompenzálva a kieső területet, hipertrofizál.
Bal kamra hipertrófia természetesen nem csak kóros körülmények között alakulhat ki, hanem sportolókban is, ahol az időszakos, ismétlődő terhelésre következik be a szívizomzat megnagyobbodása. Ennek hatására a szívizomzat teljesítménye nő, ami nyugalomban a pulzus csökkenéséhez vezet: a szív kevesebb összehúzódással képes a normális perctérfogat biztosítására. Egy edzett egyénben a fokozott fizikai igénybevétel során a pulzusszám lassabban emelkedik, mint egy kevésbé edzettben, hiszen előbbi esetben nagyobb kontrakciós erőt képes kifejteni a szív.

## Jobb kamra hipertrófia
Jobb kamra hipertrófiának is több oka lehet. Kialakulhat bal szívfél elégtelenség következtében, amikor is a vér feltorlódik a bal kamrában és ez visszahat a jobb szívfélre, valamint kialakulhat önállóan is. Utóbbi esetben a probléma forrása rendszerint a tüdőben keresendő. Állhat a hátterében krónikus obstruktív tüdőbetegség (COPD: chronic obstructive pulmonary disease), például emphysema, asthma vagy bronchitis, de lehet valamilyen restriktív tüdőbetegség is, például szilikózis vagy TBC. Ha a szív jobb kamra hipertrófiáját tüdő eredetű elváltozás okozta, akkor cor pulmonale-nak hívják.
A jobb kamra fala sokkal vékonyabb a bal kamráénál (kb. 5mm), így hipertrófia során nem képes oly mértékben megvastagodni, mint a bal, viszont jelentősen kitágulhat. Ellentétben a bal kamrával, ahol a fal vastagodása megelőzi az üreg tágulását, a jobb kamrában a két jelenség párhuzamosan zajlik. A jobb szívfél elégtelenség szisztémás vénás pangásban nyilvánul meg, a vénákban testszerte pang a vér, aminek több következménye van. Az emésztőtraktus romló keringése miatt csökken a tápanyagfelszívás, a máj és a lép a benne pangó vértől megnagyobbodik. Ödémák jelennek meg és hasvíz (ascites), gyakori a lábszárfekély az alsó végtag elégtelen keringése miatt. Az alsó végtagi ödéma jellemzően kétoldali.